# 石川玄三

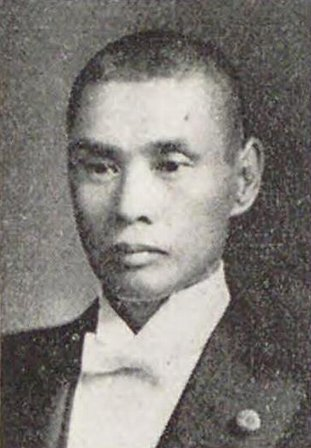
石川玄三

石川 玄三（いしかわ げんぞう、慶応3年5月7日（1867年6月9日） - 昭和6年（1931年）4月15日）は日本の政治家。衆議院議員（2期、立憲政友会）。

## 略歴
1867年（慶應3年5月）、下野国河内郡豊郷村（現在の栃木県宇都宮市）に生まれる。和仏法律学校（現在の法政大学）で学んだ後、一年志願兵として日清戦争に従軍し、陸軍歩兵中尉となる。その後、栃木県会議員、同参事会員、同副議長（1909年（明治42年）12月-1911年（明治44年）9月）を歴任する。
1917年（大正6年）に第13回衆議院議員総選挙に栃木県2区から出馬し、当選する（以後2期連続当選）。